# Су Хуэйцзюань
Су Хуэйцзюань (кит. 苏惠娟, англ. Su Huijuan; р. 3 апреля 1964, Тяньцзинь, Китай) — китайская волейболистка, связующая. Чемпионка летних Олимпийских игр 1984 года, чемпионка мира 1986.

## Биография
В 1983 году 19-летняя Су Хуэйцзюань дебютировала в сборной Китая и стала обладателем серебряных медалей чемпионата Азии. В течение последующих 4 лет волейболистка неизменно входила в состав национальной команды, выигравшей за этот период олимпийский турнир 1984 в Лос-Анджелесе, чемпионат мира 1986 в Чехословакии, Кубок мира 1985, Азиатские игры и чемпионат Азии. В декабре 1985 принимала участие в двух «Гала-матчах» ФИВБ, в которых сборная Китая играла против сборной «Звёзды мира».
В 1988 на Олимпиаде в Сеуле сборная Китая впервые с 1984 года осталась без «золота» на официальных международных соревнованиях, выиграв только бронзовые награды. После этого в национальной команде страны началась резкая смена поколений. Из волейболисток, принимавших участие в олимпийском турнире, к домашнему чемпионату мира 1990 в составе остались только две спортсменки — Сюй Хуэцзюань (ставшая капитаном команды и заменившая на позиции основной связующей Ян Силань) и У Дань, плюс вернувшаяся на один турнир в сборную Лан Пин. За сборную Су Хуэйцзюань выступала до 1994 года, приняв после 1988 года участие в Олимпиаде-1992, двух чемпионатах мира (1990 и 1994), двух розыгрышах Кубка мира (1989 и 1991), первом розыгрыше Всемирного Кубка чемпионов (1993), двух Азиатских играх (1990 и 1994) и трёх континентальных первенствах (1989, 1991 и 1993).
В 1998 году Су Хуэйцзюань решила продолжить свою игровую карьеру в Европе. В 1998—1999 выступала в Словакии за братиславскую «Славию», а с 1999 — на протяжении 5 сезонов играла в Швейцарии за «Канти» из Шаффхаузена. После ухода из спорта волейболистка осталась жить в Швейцарии, приняв гражданство этой страны.

### Клубная карьера
- …—1998 —  «Хэбэй» (Тяньцзинь);
- 1998—1999 —  «Славия» (Братислава);
- 1999—2004 —  «Канти» (Шаффхаузен).

## Достижения

### Клубные[2]
- чемпионка Словакии 1999.
- 3-кратный серебряный призёр чемпионата Швейцарии — 2000, 2001, 2004;
- победитель (2000) и 3-кратный серебряный призёр (2001, 2002, 2004) розыгрышей Кубка Швейцарии.

### Со сборной Китая
- Олимпийская чемпионка 1984;
  - бронзовый призёр Олимпийских игр 1988.
- чемпионка мира 1986;
  - серебряный призёр чемпионата мира 1990.
- победитель розыгрыша Кубка мира 1985;
  - серебряный (1991) и бронзовый (1989) призёр розыгрышей Кубка мира.
- серебряный призёр розыгрыша Всемирного Кубка чемпионов 1993.
- двукратная чемпионка Азиатских игр — 1986, 1990;
  - серебряный призёр Азиатских игр 1994.
- 4-кратная чемпионка Азии — 1987, 1989, 1991, 1993;
  - серебряный призёр чемпионата Азии 1983.

### Индивидуальные
- 1990: лучшая связующая чемпионата мира.
- 2000: MVP чемпионата Швейцарии.